# 内藤裕志
内藤 裕志（ないとう ひろし、1985年1月24日 - ）は日本の男性俳優、声優。
岐阜県出身。身長 170cm。桜美林大学総合文化学群演劇専修卒業。
文学座研究所入所(第50期)（2010年4月〜）。準座員1年に昇格（2013年4月〜）。文学座所属。

## 出演作品

### 舞台
- 文学座
  - 2011年：初舞台『MEMORIES テネシー・ウィリアムズ一幕劇　一挙上演』（アトリエ）
  - 2012年：『父帰る/おふくろ』（アトリエ）
  - 2013年：『熱帯のアンナ』（アトリエ）
  - 2013年：『青春の門-放浪篇-』（桜美林大学/プルヌスホール）
  - 2014年：『お気に召すまま』（本公演、あうるすぽっと）
  - 2014年：『「3.11企画」終わりと始まり』（桜美林大学プルヌスホール）
  - 2014年：『新版　天守物語』（フェスティバルホール、オーチャードホール）
  - 2014年：シェイクスピア・リーディング『アビントンの焼きもち女房たち』（アトリエ）
  - 2014年：シェイクスピア・リーディング『ウィンザーの陽気な女房たち』（新モリヤビル第1稽古場）
  - 2014年：シェイクスピア・リーディング『ソネット集』（アトリエ）
  - 2014年：シェイクスピア・リーディング『ヘンリー五世』（アトリエ）
  - 2014年：シェイクスピア・リーディング『コリオレーナス』（アトリエ）
  - 2015年：世田谷パブリックシアター＋文学座＋兵庫県立芸術文化センター共同制作公演『トロイラスとクレシダ』

### テレビドラマ
- 相棒 season13 最終話（2015年3月18日、テレビ朝日）
- 特捜9 final season 第4話（2025年4月30日、テレビ朝日） - 尾崎敏充 役[3]

### テレビアニメ
2014年
- 残響のテロル（刑事）

### ラジオドラマ（オーディオドラマ）
- 青春アドベンチャー（NHK-FM放送）
  - 「白狐魔記　蒙古の波」〈原作：斉藤洋〉（2014年9月29日〜10月3日・10月6日〜10日）[4]